# Чикомекоатль

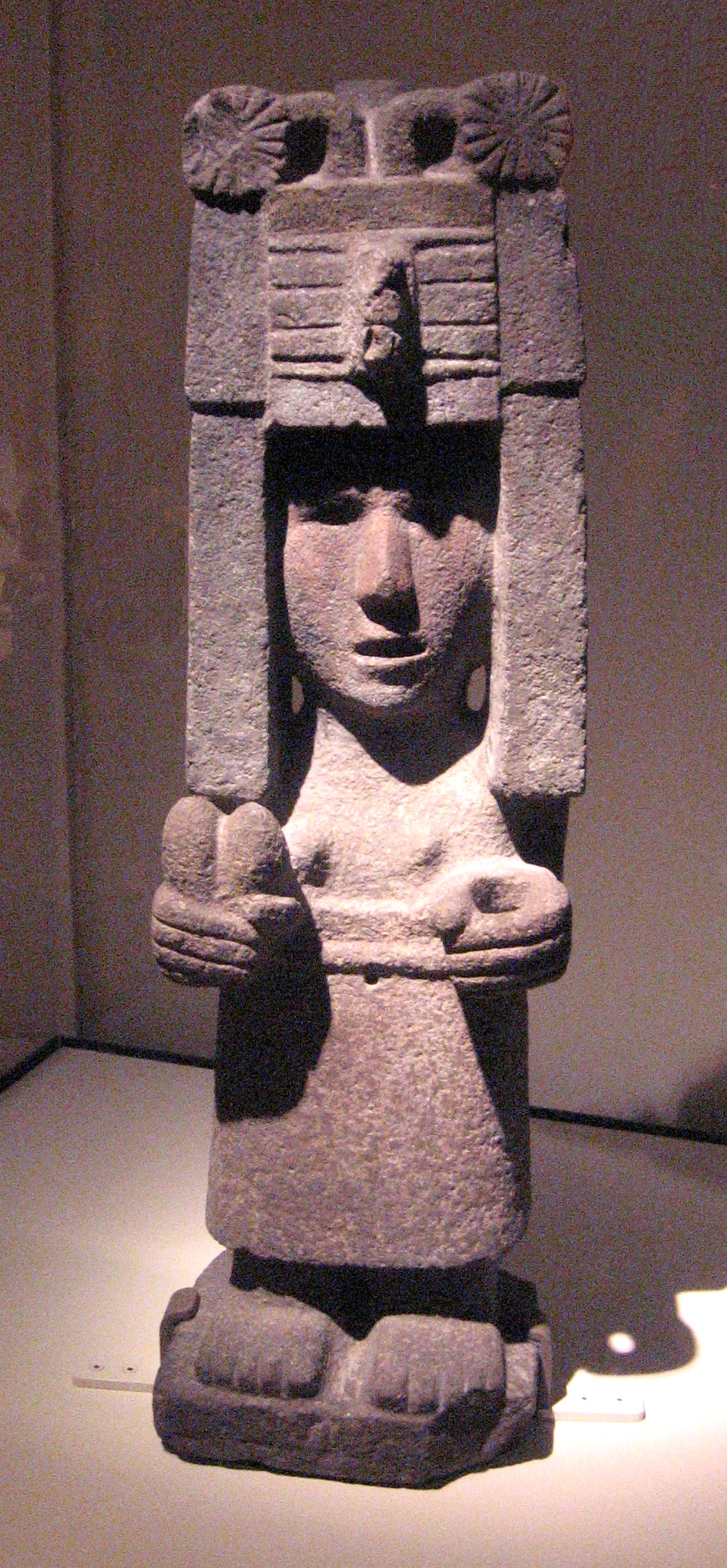

Чикомекоатль (Chicomecoatl) — богиня кукурудзи та землеробства в міфології ацтеків, тольтеків і мая. Ім'я перекладається як «Сім змій». Однією з її іпостасей є Шилонен.

## Опис
У тольтеків ця богиня зображувалася як якийсь персонаж без голови, з шиї якого тягнуться віялом сім змій. В різних народів Месоамерики мала декілька зображень: як молода дівчина з кукурудзою, мати з щитом із зображенням сонця, жінка, що приносить смерть у своїх обіймах. В ацтеків часто представлялася молодичкою червоного кольору. На голову був паперовий капелюх, на шиї намисто із зелених каменів. Її сорочка і спідниця синього кольору зображувалися в складку. На ногах — сандалі, брязкальця і дзвіночки. Статуя цієї богині, повита зміями, знаходиться в Національному музеї антропології та історії в Мехіко. Внизу її вирізане символічне зображення жаби.

## Міфи
Була головною богинею кукурудзи. Її ім'я вказує на життєдайну силу води, символом якої в ацтеків була змія. Як Шілонен, вона втілювала xilote — зелений качан кукурудзи. Згідно з деякими міфами вважалася дружиною бога Тецкатліпоки.

## Культ
Цей образ після підкорення тольтеками Чичен-Іци та більшості маянських міст Юкатану, було запозичено власне мая. Від тольтеків перейняли культ цієї богині й ацтеки.
Чикомекоатль завжди була присутня серед домашніх божеств. З нагоди її свят родина ставила перед її зображенням кошик продуктів, яку увінчувала приготовлена жаба зі шматком кукурудзяного стебла на спині, начинена стовченою кукурудзою й овочами. Ця жаба символізувала Чальчіутлікуе, дружину бога дощу Тлалока, яка допомагала Чикомекоатль забезпечувати щедрий врожай. Щоб ґрунт і далі плодоносив, приносили в жертву жабу, символ води, щоб її енергія відновила сили втомленою від довгого тягаря землі.
На честь Чикомекоатль і бога маїсу Кентеотля 5 квітня влаштовувалося свято Уей тококотлі (велике пильнування). Цього дня відбувалося принесення в дар квітів і їжі в храмах кальпуллі й в приватних молитовнях. Тоді житла прикрашалися озерним очеретом, окроплення кров'ю, взятої з кінцівок ув'язнених. Так само прикрашали й статуї невеликих tepitoton (домовиків). Потім віруючі йшли на кукурудзяні поля, де висмикували ніжні стебла зростаючої кукурудзи й, прикрасивши їх квітами, ставили в calpiilli (загальний будинок в селі). Після чого перед вівтарем Чикомекоатль відбувалась жартівлива бійка. Процесія дівчат з качанами маїсу проходили до храму Чикомекоатль. Пізніше їх повертали в зерносховища, щоб можна було використовувати на насіння в наступаючої посівної. Усі це супроводжувалося відповідними піснями та танцями.
Більш значущим святом Чикомекоатль було свято Шалакіуа, яке тривало з 28 червня до 14 липня. Починалося, коли кукурудза була в повному соку. Сільські жінки розпускали волосся і розворушували їх, щоб кукурудза підкорилася магії й виросла довгою. У величезних кількостях поглинали chian pinolli і їли кукурудзяну кашу.
Щоночі у теопані (храм) виконувалися галасливі танці, центральною фігурою в яких була Шалакуіа, полонянка або рабиня, чиє обличчя розфарбовували червоною і жовтою фарбою, щоб зобразити кольори кукурудзи. Попередньо вона проходила тривалий курс навчання в школі танців і тепер, абсолютно не знаючи про свою долю, весело танцювала і виробляла піруети серед всіх інших. Вона танцювала протягом усього свята, а в останню ніч — у супроводі жінок цієї громади, які вставали навколо неї, вихваляючи діяння Чикомекоатль. На світанку до них приєднувалися вожді й старійшини, які разом зі змученою і майже непритомною жертвою танцювали урочистий танець смерті. Потім вся громада наближалася до teocalli (жертовної піраміди), досягнувши її вершини, з жертви зривали весь одяг, жрець встромляв їй в груди кремінний ніж, виривав з неї ще пульсуюче серце і приносив його в жертву Чикомекоатль. Таким способом ця шанована богиня, втомлена від трудів з вирощування кукурудзи, повинна була відродитися до життя й оновитися. Звідси виникло ім'я Шалакуіа, яке означає «Та, яка одягнена в пісок». За законом не можна було їсти кукурудзу нового врожаю до смерті жертви.